# Le Bouc émissaire (Hunt)
Pour les articles homonymes, voir Bouc émissaire (homonymie).
Le Bouc émissaire (1854-1856) est un tableau de William Holman Hunt qui représente le « bouc émissaire » décrit dans le Lévitique. Le jour des propitiations, une chèvre aurait ses cornes enveloppées d'un drap rouge - représentant les péchés de la communauté - et serait chassée.

## Historique
Comparé aux autres peintres de la Confrérie des préraphaélites, William Holman Hunt était plus que les autres attiré par les recherches spirituelles et religieuses dans ses sujets.
Fidèle à l'esprit préraphaélite de réalisme et de proximité avec la nature, en 1854, William Holman Hunt se rendit en Palestine pour peindre des paysages et des personnages pour ses peintures bibliques. Au total pour donner plus de vraisemblance à ses scènes bibliques il est allé à trois reprises en Palestine, en 1854, en 1869 et en 1875.
« Je ne veux pas, ( …) rééditer toujours la même formule, le même sujet, le même sentiment. L’art a besoin d’air, besoin d’espace, besoin de renouveler ses inspirations ». Il ajouta que depuis longtemps il rêvait de peindre la plus grande de toutes les histoires, celle du Christ, et que pour la peindre de façon à émouvoir les esprits critiques, modernes, il fallait la prendre telle qu’elle s’était passée : humble, locale, humaine, et non pompeuse et idéale, telle que la tradition de la Renaissance l’avait transformée. Pour cela, il fallait l’étudier sur place ».

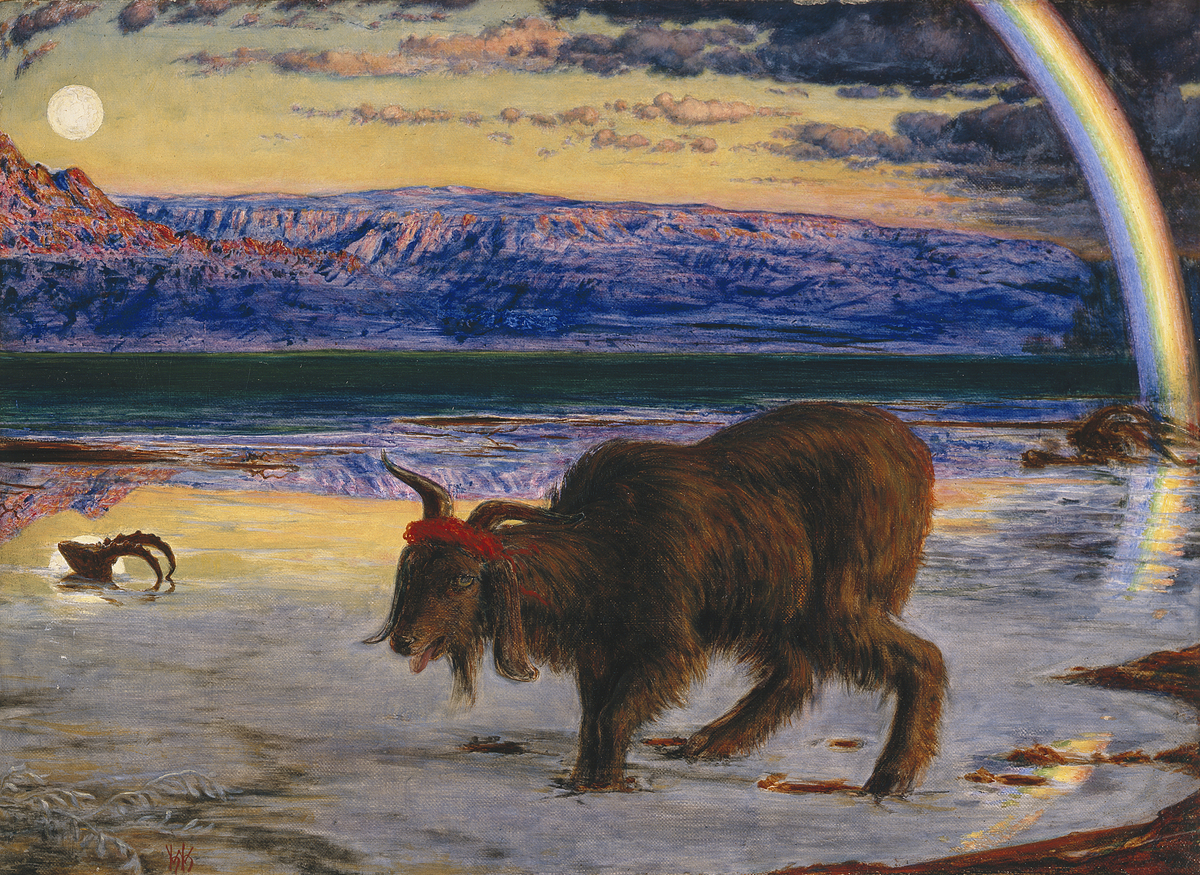
William Holman Hunt, The Scapegoat, 1854-1855, huile sur toile,, avec cadre: 62.6cm x 74.4cm, réf. 1906.2, Manchester Art Gallery

En 1854, il commence sa célèbre œuvre Le Bouc émissaire.
L'œuvre existe en deux versions, une petite version avec un bouc brun et un arc-en-ciel, à la Manchester Art Gallery, et une version plus grande avec un bouc blanc à la Lady Lever Art Gallery à Port Sunlight (Angleterre). Les deux tableaux ont été créés en 1854-1855. La plus petite version était décrite comme « préliminaire. »

## Sujet et symbolique de l'œuvre
La description qui suit concerne l’œuvre de Lady Lever Art Gallery.
Ici, nous ne voyons personne, il n'y a qu'un désert de sel sinistre, éblouissant et brillant avec au milieu un bouc blanc souffrant et tourmenté. L’animal épuisé s’enlise sur les bords de la mer Morte.
Selon l'Ancien Testament, le bouc émissaire est un animal qui a été choisi pour le rituel de purification de la communauté : les péchés de tous les membres de la communauté lui ont été attribués, puis il a été chassé dans le désert. Pour Hunt, c'était un symbole du Christ, qui a porté les péchés de tous et qui est mort pour eux.
Selon la tradition chrétienne le bouc émissaire est le prototype du sacrifice du Christ.

Le tableau est encadré par des citations tirées de la Bible (ici en italique): 

"And the Goat shall bear upon him all their Iniquities unto a Land not inhabited” est inscrit sur la partie inférieure du cadre.
21 …. il confessera toutes les iniquités des enfants d’Israël, toutes leurs offenses et tous leurs péchés ; il en chargera avec imprécation la tête de ce bouc, et l’enverra au désert par un homme destiné à cela.
22 Après que le bouc aura porté toutes leurs iniquités dans un lieu solitaire, et qu’on l’aura laissé aller dans le désert, 

"Surely he hath borne our Grief and carried our Sorrows yet did esteem him stricken smitten of God, and afflicted” dans la partie supérieure du cadre.
4 Il a pris véritablement nos langueurs sur lui, et il s’est chargé lui-même de nos douleurs : nous l’avons considéré comme un lépreux, comme un homme frappé de Dieu et humilié.

Le tableau est réaliste. Le paysage est homogène, les détails précis sont exécutés avec une telle minutie qu’ils font penser à une photographie. Il n’y a aucun élément de glorification ou d’idéalisation. Mais l’œuvre garde son sens mystique.
« Dans son sens rituel, le bouc émissaire désigne la victime du rite juif très ancien qui consistait à transmettre les péchés sur un bouc. La signification moderne du bouc émissaire met l’accent sur l’innocence de la victime. L’expression bouc émissaire n’apparait nulle part dans le Nouveau Testament. A sa place il y a l’Agneau de Dieu.»

Donc, selon Hunt, Jésus-Christ a accepté de prendre le rôle du coupable à notre place. Il est devenu le bouc émissaire.

L’œuvre a été peinte à l’époque de la guerre franco-russe de Crimée. Sur le front en 1854 les batailles de l’Alma, de Balaklava et d’Inkerman sèment la mort.
« Tandis que les hauteurs de la Crimée, dit Ruskin, étaient blanches de tentes de guerre et que la plus cruelle passion des nations européennes brûlait en hautes flammes funéraires sur leurs morts innombrables, une paisible tente anglaise était plantée sur les bonis d’une mer sans voiles, et toute l’énergie d’un cœur anglais se consumait à peindre un malheureux bouc, expirant sur une plage de sel. La campagne environnante est stagnante et pestilentielle, empoisonnée par les plantes pourries que le Jourdain roule dans ses flots. Les ossements des bêtes qui sont mortes sur le rivage gisent comme des épaves, décharnés par les vautours et blanchis par le limon salé. C’est là que le jeune peintre anglais pose son chevalet et poursuit son œuvre, avec patience, pendant de longs mois de solitude, peignant, pierre à pierre, les montagnes empourprées de Moab et, grain à grain, les pâles cendres de Gomorrhe.»
Hunt voyait dans la guerre un châtiment divin.
Le message central du tableau : « le bouc émissaire sacrifié pour assouvir les passions les plus nobles comme les plus impures est simultanément l’Agneau divin et l’offrande qui attire le châtiment.»

Dans l'histoire de l'art préraphaélite, William Holman Hunt se distingue par ses recherches spirituelles, par son désir de moralité dans l'art. Ses chefs-d’œuvre « illustrent bien la dualité de son art : chaque détail y est peint d’après nature avec une exactitude et une minutie rare dans l’histoire de la peinture…, et, en même temps, le sujet exprime symboliquement une idée morale forte et complexe.»